# Bánh quy Marie
Bánh quy Marie là một loại bánh bích quy tương tự như bánh quy rich tea. Nó còn được biết đến (bằng nhiều ngôn ngữ khác nhau) như María, Mariebon và Marietta, cùng với những cái tên khác.

## Mô tả
Bánh quy có hình tròn và thường có tên được chạm nổi trên bề mặt trên cùng, các cạnh của bánh bích quy cũng được chạm nổi với thiết kế phức tạp. Nó được làm bằng bột mì, đường, dầu cọ hoặc dầu hướng dương và không giống như bánh quy rich tea, thường có hương vani.

## Lịch sử
Bánh quy Marie được tạo ra bởi tiệm bánh Peek Freans ở Luân Đôn vào năm 1874 để kỷ niệm cuộc hôn nhân giữa Nữ đại vương công Mariya Aleksandrovna của Nga với Alfred xứ Sachsen‑Coburg và Gotha. Nó trở nên phổ biến khắp châu Âu, đặc biệt là ở Bồ Đào Nha và Tây Ban Nha, những nơi mà món bánh bích quy này trở thành biểu tượng cho sự phục hồi kinh tế của đất nước sau khi các tiệm bánh sản xuất số lượng lớn để tiêu thụ lượng lúa mì dư thừa sau Nội chiến Tây Ban Nha.
Bánh quy Marie đã trở nên phổ biến ở Nam Phi sau khi được Bakers Biscuits sản xuất vào năm 1898.

## Tiêu dùng

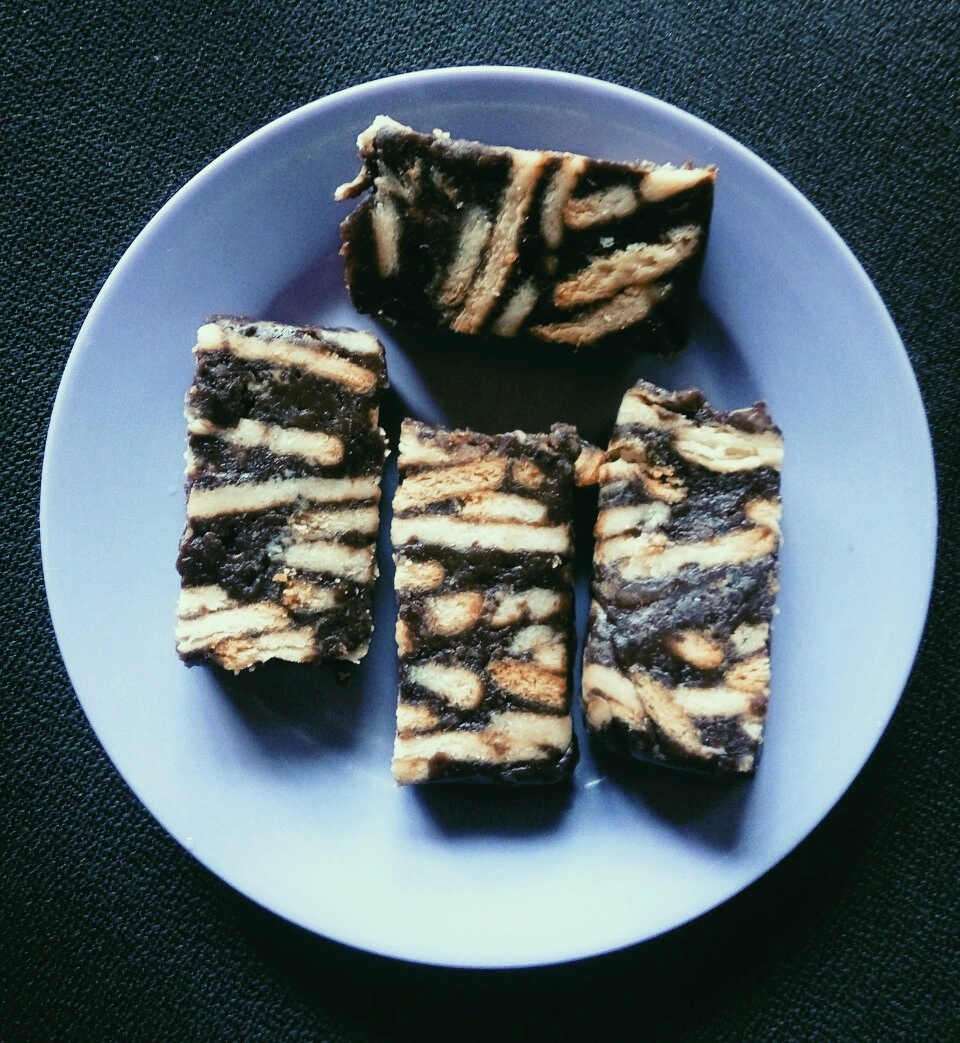
Bánh quy Marie từng được sử dụng để làm bánh batik, một loại bánh sô-cô-la (tương tự như Hedgehog slice) phổ biến ở Malaysia và Brunei.

Nhiều người cho rằng hương vị đơn giản của Marie khiến chúng giống như những chiếc bánh quy trà đậm đà, đặc biệt thích hợp cho việc nhúng bánh vào trà. Các công thức tiêu thụ bánh quy phổ biến khác bao gồm sử dụng hai chiếc để làm bánh sandwich với bơ và Marmite hoặc sữa đặc được quết ở giữa; được bao phủ bằng siro vàng; hoặc nghiền nát nó trong kem sữa trứng và thạch rau câu (món tráng miệng được làm từ gelatin). Bánh quy Marie cũng là nguyên liệu phổ biến trong các công thức làm bánh tại nhà.

Ở Tây Ban Nha, natillas thường được phục vụ với bánh quy María ở trên. 

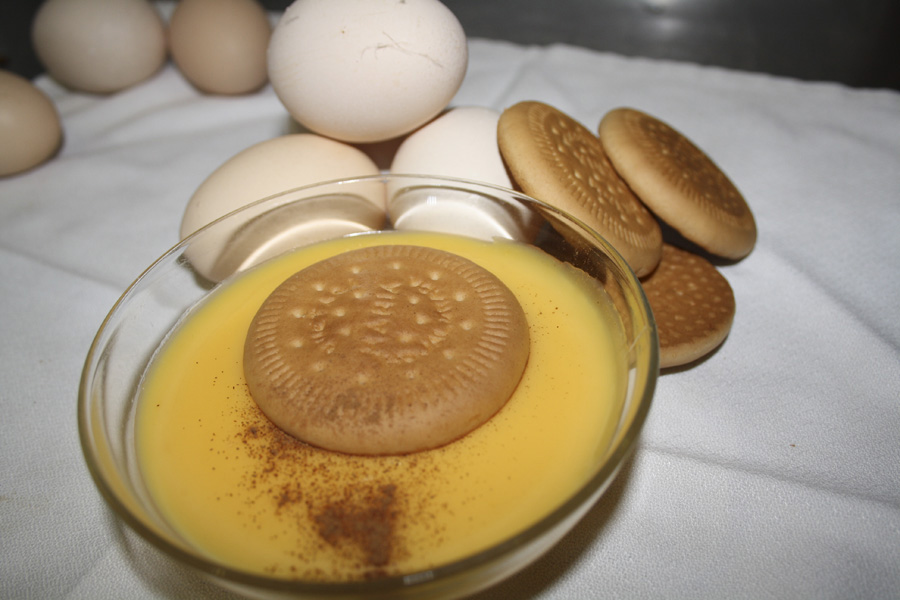
Natillas Tây Ban Nha, thường được phục vụ với bánh quy María ở trên

 Ở Uruguay, chúng được phục vụ với dulce de leche và rắc dừa vụn. Ở Brasil, chúng được ngâm trong sữa rồi xếp chồng lên nhau trong các lớp sô-cô-la và kem sữa trứng có hương vani, với kem đánh bông và hạt điều nghiền ở trên để làm món pavê rất phổ biến. Ở Ireland, bánh quy được gọi là Marietta và được sản xuất bởi Jacob's. Còn ở Malaysia, người ta sử dụng chúng chủ yếu để làm bánh batik.

## Nhà sản xuất
Dưới đây là danh sách các nhà sản xuất bánh quy Marie trên thế giới (được sắp xếp theo tên các quốc gia):
| Vùng/Lãnh thổ | Nhà sản xuất                                                            | Thương hiệu                                               |
| ------------- | ----------------------------------------------------------------------- | --------------------------------------------------------- |
| Argentina     | Arcor                                                                   | Maná                                                      |
| Argentina     | Arcor                                                                   | Vocación                                                  |
| Úc            | Arnott's Biscuits Holdings                                              | Marie                                                     |
| Belarus       | Slodych                                                                 | Marierta                                                  |
| Belarus       | Confectionary Factory Spartak                                           | Mariya (Мария)                                            |
| Bỉ            | Delacre                                                                 | Maria                                                     |
| Bolivia       | La Suprema                                                              | María Bonita                                              |
| Brasil        | Fábrica Fortaleza                                                       | Maria                                                     |
| Brasil        | Piraquê                                                                 | Maria                                                     |
| Brasil        | Richester                                                               | Maria                                                     |
| Brasil        | Vitarella                                                               | Maria                                                     |
| Canada        | President's Choice                                                      | Maria                                                     |
| Costa Rica    | Pozuelo                                                                 | Maria                                                     |
| Đan Mạch      | KelsenBisca                                                             | Mariekiks                                                 |
| Ecuador       | Nestlé Ecuador S.A.                                                     | María                                                     |
| Ai Cập        | Biscomisr                                                               | Marie                                                     |
| Phần Lan      | Kantolan (Sản xuất tại Hà Lan cho Orkla Confectionary & Snacks Finland) | Kulta Marie                                               |
| Đức           | Patisserie Gunz                                                         | Maria                                                     |
| Hồng Kông     | The Garden Company Limited                                              | Marie Biscuits                                            |
| Ấn Độ         | Disha Foods                                                             | Treff                                                     |
| Ấn Độ         | Bonn Food Industries                                                    | Mariebon                                                  |
| Ấn Độ         | Britannia Industries                                                    | Marie Gold, Vita Marie                                    |
| Ấn Độ         | Parle Products                                                          | Marie                                                     |
| Ấn Độ         | ITC Limited                                                             | Marie Light                                               |
| Ấn Độ         | DK Bakings Kolkata                                                      | Nutribake Morning Marie                                   |
| Indonesia     | CV Jaya Abadi                                                           | Marie Regal Biscuits                                      |
| Indonesia     | Mayora                                                                  | Roma Marie Gold, Roma Marie Susu                          |
| Ireland       | Jacob's                                                                 | Marietta                                                  |
| Nhật Bản      | Morinaga & Company                                                      | Marie (マリー)                                            |
| Jordan        | Universal Industries Co. Ltd. Zalloum Group                             | Marie hoặc ماري                                           |
| Kenya         | Manji Food Industries Ltd.                                              | Marie                                                     |
| Kuwait        | Kuwait Flour Mills & Bakeries Co.                                       | Marie ماري                                                |
| Libya         | Muhab Food Co. Benghazi                                                 | Marie Biscuits                                            |
| Liban         | Ghandour Food                                                           | Marie Biscuits, Lucky 555                                 |
| Malaysia      | Hup Seng Perusahaan Makanan (M) Sdn. Bhd.                               | Ping Pong Marie                                           |
| Malaysia      | Hwa Tai Industries Bhd.                                                 | Hwa Tai Marie                                             |
| Malaysia      | Munchy Food Industries Sdn. Bhd.                                        | Munchy's Marie                                            |
| Malaysia      | Perfect Food Manufacturing (M) Sdn. Bhd.                                | Julie's Marie                                             |
| Mauritius     | Esko & Co ltd.                                                          | Marie                                                     |
| México        | Gamesa                                                                  | Galletas Maria                                            |
| México        | Goya                                                                    | Marias                                                    |
| Na Uy         | First Price (NorgesGruppen)                                             | Mariekjeks                                                |
| Na Uy         | Sætre AS                                                                | Marie                                                     |
| Hà Lan        | Pally Holland                                                           | Mariakaakje                                               |
| Hà Lan        | Verkade                                                                 | Maria                                                     |
| Panama        | Productos Alimenticios Pascual S. A.                                    | Maria                                                     |
| Pakistan      | English Biscuit Manufacturers                                           | Peek Freans                                               |
| Philippines   | Republic Biscuit Corporation                                            | Marie, Marie Time, Marie Munch, Marie Gold                |
| Bồ Đào Nha    | Cuétara, Moaçor, Triunfo, Vieira de Castro                              | Bolacha Maria, Bolacha Maria Oro                          |
| Ả Rập Xê Út   | United Food Industries Corp. Ltd. Co.                                   | DeemaH Marie                                              |
| Singapore     | Khong Guan Biscuit Factory (S) Pte. Ltd.                                | Marie Biscuits, Small Marie Biscuits                      |
| Nam Phi       | Bakers Blue Label                                                       | Marie Biscuits, Cappuccino Marie Biscuits                 |
| Nam Phi       | Baumann's                                                               | Marie Biscuits                                            |
| Tây Ban Nha   | Gullón                                                                  | María Leche, María Dorada, María Hojaldrada               |
| Tây Ban Nha   | Grupo Siro                                                              | María Clásica, María Dorada, María Hojaldrada, Mini María |
| Tây Ban Nha   | Cuétara                                                                 | María, María Oro, María Hojaldrada                        |
| Tây Ban Nha   | Fontaneda (Mondelez International)                                      | La Buena María                                            |
| Tây Ban Nha   | Marbú (Artiach)                                                         | Marbú Dorada                                              |
| Sri Lanka     | CBL (Munchee)                                                           | Tikiri Marie, Marie Light, Rice Marie, Chocolate Marie    |
| Sri Lanka     | Cargills (Ceylon) PLC                                                   | Kist Marie                                                |
| Sri Lanka     | Daintee Ltd                                                             | Daintee Marie                                             |
| Sri Lanka     | Luckyland                                                               | Luckyland Marie                                           |
| Sri Lanka     | Maliban Biscuit Manufactories Limited                                   | Gold Marie, Light Marie, Chocolate Marie, Premium Marie   |
| Sri Lanka     | Manchester Foods Pvt Ltd (Bisma)                                        | Ceylon Marie                                              |
| Hàn Quốc      | Orion                                                                   | Marie                                                     |
| Thụy Điển     | Göteborgs Kex                                                           | Guld Marie                                                |
| Syria         | Katalina Foods                                                          |                                                           |
| Thái Lan      | Laemthong Food Industries Co. Ltd.                                      | Laemthong Marie                                           |
| Thổ Nhĩ Kỳ    | Şimşek Biscuits & Foods                                                 | Gorona                                                    |
| Thổ Nhĩ Kỳ    | ANI Biscuits & Foods                                                    | Marie                                                     |
| Ukraina       | Zhytomyr Confectionary Factory ZhL                                      | Mariya (Марія)                                            |
| Ukraina       | Yarych Confectionary Factory                                            | Mariya (Марія)                                            |
| Ukraina       | Kharkiv Biscuit Factory                                                 | Mariya (Марія)                                            |
| Anh Quốc      | Crawford's                                                              | Marie                                                     |
| Anh Quốc      | McVitie's                                                               | Marie                                                     |
| Hoa Kỳ        | Iberia, Goya                                                            | Maria cookies                                             |
| Uruguay       | Kraft Foods                                                             | Maria de Famosa                                           |
| Uruguay       | El Trigal                                                               | Maria Rika                                                |
| Venezuela     | C.A. Sucesora de Jose Puig & CIA                                        | Maria Puig                                                |
| Việt Nam      | Công ty cổ phần Mondelez Kinh Đô                                        | Cosy Marie                                                |
| Việt Nam      | Công ty TNHH Thực phẩm Orion Vina                                       | deMarie                                                   |
| Yemen         | Yemen Company for Industry and Commerce                                 | Marie                                                     |
| Zimbabwe      | Lebena                                                                  | Marie                                                     |
| Zimbabwe      | Lobels                                                                  | Marie                                                     |
| Zimbabwe      | Arenel                                                                  | Marie                                                     |